# امید عالیشاه
امید عالیشاه (زادهٔ ۲۰ دی ۱۳۷۰) بازیکن فوتبال اهل ایران است که در پست وینگر و به‌عنوان کاپیتان برای باشگاه باشگاه فوتبال استقلال در لیگ برتر خلیج فارس بازی می‌کند.
نخستین باشگاه حرفه‌ای او نساجی بود. پس از آن، دوران کوتاهی در نفت تهران داشت و سپس برای دو فصل در باشگاه راه‌آهن بازی کرد. عالیشاه در انتقالات تابستانی فصل ۹۳–۱۳۹۲ لیگ برتر خلیج فارس، با استقلال قرارداد امضا کرد و در پایان لیگ پانزدهم، به عنوان بهترین پاسور لیگ برتر شناخته شد. در فصل ۹۶–۱۳۹۵، برای انجام خدمت سربازی، به صورت قرضی به تراکتور پیوست و سپس دوباره به استقلال بازگشت.
امید عالیشاه سابقه بازی برای تیم ملی نوجوانان ایران را دارد؛ او در همین پایه در جام جهانی نوجوانان حضور داشته است. او همچنین برای تیم ملی امید و تیم ملی بزرگسالان نیز بازی کرده است.
افزون بر دستاوردهای داخلی با باشگاه فوتبال استقلال، شامل پنج قهرمانی لیگ برتر، دو قهرمانی جام حذفی و پنج قهرمانی سوپر جام، او توانسته است افتخارات بین‌المللی چون نایب‌قهرمانی در لیگ قهرمانان آسیا ۲۰۱۸ و ۲۰۲۰ را همراه این تیم کسب کند.

## دوران باشگاهی

### نساجی مازندران
نخستین باشگاه حرفه‌ای او نساجی بود که حاصل کار او ۱۶ بازی و ۳ گل برای این تیم بود.

### نفت تهران
عالیشاه سابقه بازی در نفت تهران (نفت نوین تهران فعلی) را دارد.

### راه‌آهن
او برای دو فصل در باشگاه راه‌آهن بازی کرد.

### پرسپولیس

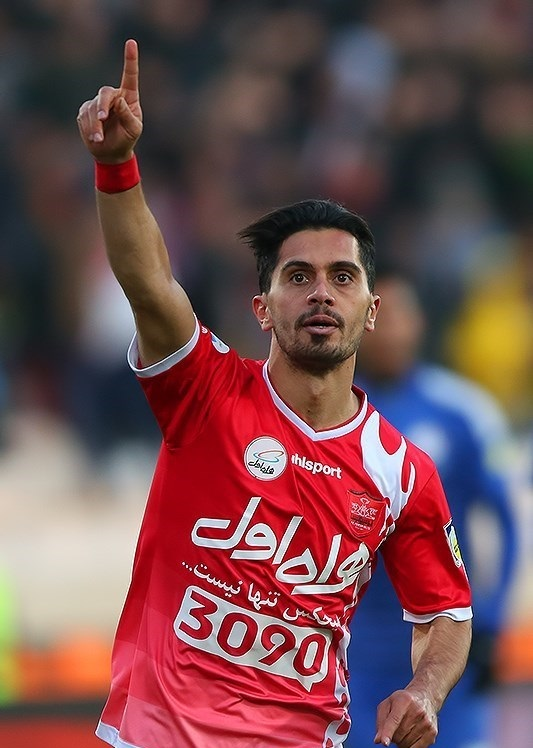
عالیشاه در سال ۱۳۹۴

امید عالیشاه در نقل و انتقالات تابستانی فصل ۹۳–۱۳۹۲ لیگ برتر خلیج فارس، با قراردادی ۲ ساله به تیم پرسپولیس پیوست؛ او نخستین بازی رسمی خود برای پرسپولیس را در مسابقه با ملوان انجام داد و توانست یک گل در آن مسابقه به ثمر برساند. عالیشاه سابقه گلزنی در دربی تهران را نیز دارد.
عالیشاه بهترین پاسور پرسپولیس در لیگ برتر است. وی در پایان لیگ پانزدهم بیشترین تعداد پاس گل را در بین تمام بازیکنان لیگ داشت.

### تراکتورسازی تبریز
پس از پیشنهاد تیم تراکتور، او در سال ۱۳۹۵ برای انجام خدمت سربازی به این تیم پیوست. سرپرست باشگاه پرسپولیس معتقد بود عالیشاه می‌توانسته در پرسپولیس بماند و اعلام کرد در هنگام عقد قرارداد، او هیچ‌گونه صحبتی دربارهٔ خدمت سربازی و مشکل تحصیلی نکرده است.
به دلیل محرومیت تراکتورسازی از نقل و انتقالات، او در بازی‌های زیادی برای این تیم به میدان نرفت، اما در تمرینات این تیم شرکت داشت که با واکنش یحیی گل‌محمدی (سرمربی وقت تراکتور) روبرو شد. باشگاه تراکتورسازی تبریز به دلیل حضور عالیشاه در یک برنامهٔ ورزشی ویژهٔ شهرآورد تهران، او را کنار گذاشت که باعث ایجاد حاشیه‌های رسانه‌ای نیز شد.

### بازگشت به پرسپولیس
عالیشاه پس از پایان دوره خدمت سربازی خود به پرسپولیس بازگشت. او که پیش‌تر سابقه کاپیتانی در پرسپولیس را داشت، در فصل ۰۲–۱۴۰۱، به عنوان کاپیتان اول این تیم، جام‌های قهرمانی لیگ و حذفی را بالای سر برد.

## دوران ملی

### نوجوانان ایران
امید عالیشاه سابقه بازی برای تیم ملی نوجوانان ایران را دارد؛ او در همین مقطع در جام جهانی فوتبال نوجوانان حضور داشته است.

### جوانان ایران
او در ۵ بازی رسمی برای تیم ملی فوتبال جوانان ایران به میدان رفته و یک گل هم زده است.

### امید ایران
نخستین بازی امید عالیشاه برای تیم ملی فوتبال امید ایران دربرابر قطر بود؛ همچنین وی در همان مسابقه یک گل به ثمر رساند.

### تیم ملی فوتبال ایران
عالیشاه در دورهٔ بازی با پیراهن راه‌آهن مدتی به تیم ملی دعوت شد.

## آمار

### باشگاهی
تا تاریخ ۲۴ اسفند ۱۴۰۳
| باشگاه          | دسته            | فصل             | لیگ برتر | لیگ برتر | جام حذفی | جام حذفی | آسیا | آسیا | سوپر جام | سوپر جام | مجموع | مجموع |
| باشگاه          | دسته            | فصل             | بازی     | گل       | بازی     | گل       | بازی | گل   | بازی     | گل       | بازی  | گل    |
| --------------- | --------------- | --------------- | -------- | -------- | -------- | -------- | ---- | ---- | -------- | -------- | ----- | ----- |
| نساجی           | لیگ آزادگان     | ۸۹–۱۳۸۸         | ۱۶       | ۳        | ۱        | ۰        | –    | –    | –        | –        | ۱۷    | ۳     |
| مجموع نساجی     | مجموع نساجی     | مجموع نساجی     | ۱۶       | ۳        | ۱        | ۰        | –    | –    | –        | –        | ۱۷    | ۳     |
| نفت تهران       | لیگ برتر        | ۹۰–۱۳۸۹         | ۹        | ۱        | ۱        | ۰        | –    | –    | –        | –        | ۱۰    | ۱     |
| مجموع نفت تهران | مجموع نفت تهران | مجموع نفت تهران | ۹        | ۱        | ۱        | ۰        | –    | –    | –        | –        | ۱۰    | ۱     |
| راه‌آهن          | لیگ برتر        | ۹۱–۱۳۹۰         | ۲۳       | ۹        | ۰        | ۰        | –    | –    | –        | –        | ۲۳    | ۹     |
| راه‌آهن          | لیگ برتر        | ۹۲–۱۳۹۱         | ۱۶       | ۰        | ۰        | ۰        | –    | –    | –        | –        | ۱۶    | ۰     |
| مجموع راه‌آهن    | مجموع راه‌آهن    | مجموع راه‌آهن    | ۳۹       | ۹        | ۰        | ۰        | –    | –    | –        | –        | ۳۹    | ۹     |
| پرسپولیس        | لیگ برتر        | ۹۳–۱۳۹۲         | ۱۷       | ۲        | ۳        | ۱        | –    | –    | –        | –        | ۲۰    | ۳     |
| پرسپولیس        | لیگ برتر        | ۹۴–۱۳۹۳         | ۲۶       | ۴        | ۳        | ۱        | ۸    | ۰    | –        | –        | ۳۷    | ۵     |
| پرسپولیس        | لیگ برتر        | ۹۵–۱۳۹۴         | ۲۶       | ۶        | ۲        | ۰        | –    | –    | –        | –        | ۲۸    | ۶     |
| پرسپولیس        | لیگ برتر        | ۹۶–۱۳۹۵         | ۱۰       | ۱        | ۱        | ۰        | ۰    | ۰    | –        | –        | ۱۱    | ۱     |
| پرسپولیس        | لیگ برتر        | ۹۸–۱۳۹۷         | ۲۲       | ۱        | ۴        | ۰        | ۸    | ۰    | –        | –        | ۳۴    | ۱     |
| پرسپولیس        | لیگ برتر        | ۹۹–۱۳۹۸         | ۱۵       | ۰        | ۱        | ۰        | ۸    | ۰    | –        | –        | ۲۴    | ۰     |
| پرسپولیس        | لیگ برتر        | ۱۴۰۰–۱۳۹۹       | ۲۶       | ۲        | ۲        | ۲        | ۸    | ۰    | ۱        | ۰        | ۳۷    | ۴     |
| پرسپولیس        | لیگ برتر        | ۰۱–۱۴۰۰         | ۱۶       | ۱        | ۲        | ۰        | ۰    | ۰    | ۱        | ۰        | ۱۹    | ۱     |
| پرسپولیس        | لیگ برتر        | ۰۲–۱۴۰۱         | ۲۱       | ۱        | ۴        | ۱        | –    | –    | –        | –        | ۲۵    | ۲     |
| پرسپولیس        | لیگ برتر        | ۰۳–۱۴۰۲         | ۲۳       | ۱        | ۱        | ۰        | ۴    | ۱    | –        | –        | ۲۸    | ۲     |
| پرسپولیس        | لیگ برتر        | ۰۴–۱۴۰۳         | ۱۱       | ۰        | ۲        | ۰        | ۵    | ۰    | ۱        | ۰        | ۱۹    | ۰     |
| مجموع پرسپولیس  | مجموع پرسپولیس  | مجموع پرسپولیس  | ۲۱۳      | ۱۹       | ۲۵       | ۵        | ۴۱   | ۱    | ۳        | ۰        | ۲۸۲   | ۲۵    |
| تراکتور         | لیگ برتر        | ۹۶–۱۳۹۵         | ۴        | ۱        | ۰        | ۰        | –    | –    | –        | –        | ۴     | ۱     |
| تراکتور         | لیگ برتر        | ۹۷–۱۳۹۶         | ۳        | ۱        | ۱        | ۰        | ۰    | ۰    | –        | –        | ۴     | ۱     |
| مجموع تراکتور   | مجموع تراکتور   | مجموع تراکتور   | ۷        | ۲        | ۱        | ۰        | ۰    | ۰    | –        | –        | ۸     | ۲     |
| مجموع آمار      | مجموع آمار      | مجموع آمار      | ۲۸۴      | ۳۴       | ۲۸       | ۵        | ۴۱   | ۱    | ۳        | ۰        | ۳۵۶   | ۴۰    |

### ملی
| ایران | ایران | ایران | ایران  |
| سال   | بازی  | گل    | پاس گل |
| ----- | ----- | ----- | ------ |
| ۲۰۱۵  | ۲     | ۰     | ۱      |
| مجموع | ۲     | ۰     | ۱      |

## افتخارات

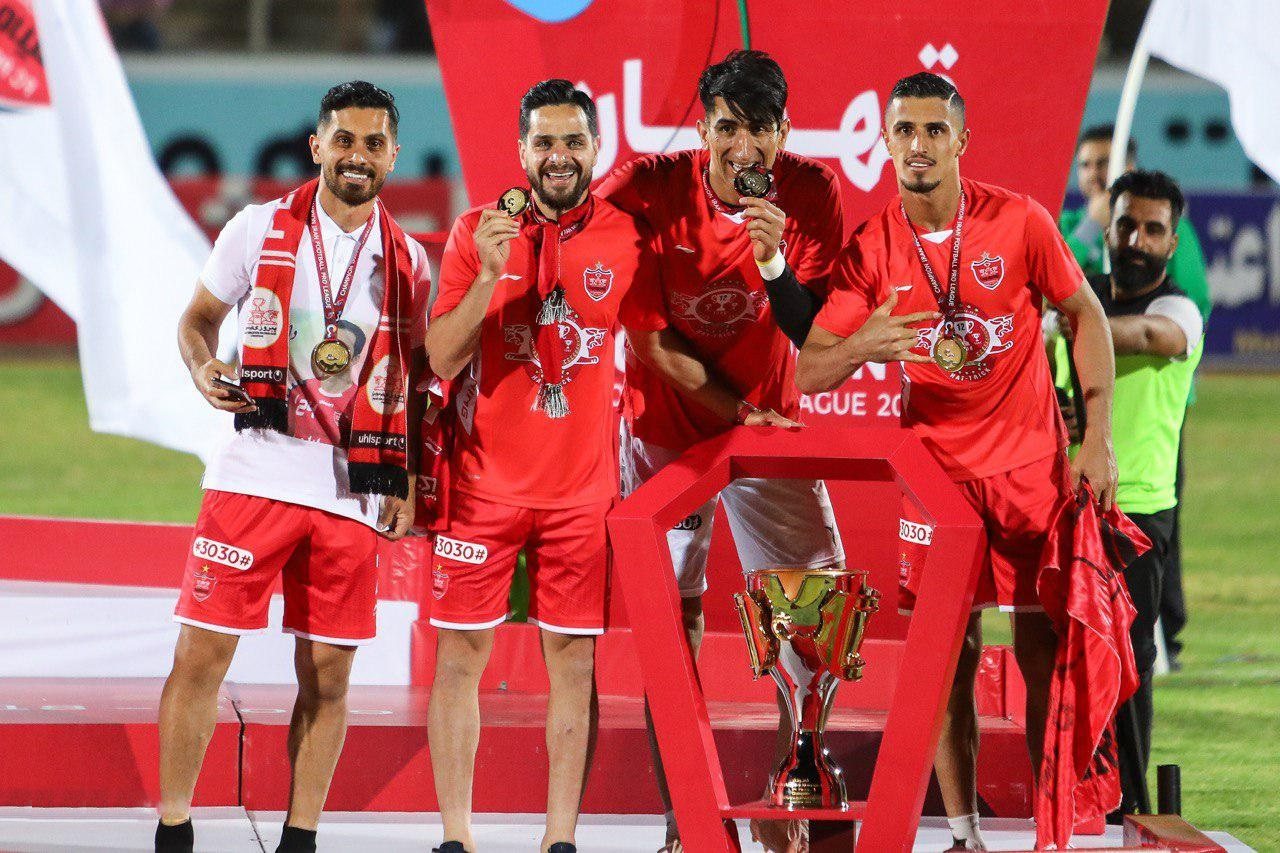
عالیشاه (سمت چپ) در جشن قهرمانی پرسپولیس فصل ۱۳۹۸–۱۳۹۷ در کنار کمال کامیابی‌نیا، علی علیپور و علیرضا بیرانوند

### باشگاهی
پرسپولیس
- لیگ برتر خلیج فارس
  - قهرمانی (۶): ۹۶–۱۳۹۵، ۹۸–۱۳۹۷، ۹۹–۱۳۹۸، ۱۴۰۰–۱۳۹۹، ۰۲–۱۴۰۱، ۰۳–۱۴۰۲
  - نایب‌قهرمانی (۳): ۹۳–۱۳۹۲، ۹۵–۱۳۹۴، ۰۱–۱۴۰۰
- جام حذفی (۲): ۹۸–۱۳۹۷، ۰۲–۱۴۰۱
- سوپر جام (۵): ۱۳۹۶، ۱۳۹۷، ۱۳۹۸، ۱۳۹۹، ۱۴۰۲
- نایب‌قهرمانی لیگ قهرمانان آسیا (۲): ۲۰۱۸، ۲۰۲۰

### فردی
- تیم منتخب لیگ برتر فوتبال ایران: ۱ بار[۲۳]
- بیشترین تعداد پاس گل در لیگ برتر فوتبال ایران: ۲ بار [نیازمند منبع]
- بیشترین پاس گل برای پرسپولیس در لیگ برتر با ۲۷ پاس گل[۲۴]